# Casearia luetzelburgii
Casearia luetzelburgii är en videväxtart som beskrevs av Herman Otto Sleumer. Casearia luetzelburgii ingår i släktet Casearia och familjen videväxter. Inga underarter finns listade i Catalogue of Life.